# Parc Yngve Larsson
Le parc Yngve Larsson (en suédois : Yngve Larssons park) est un parc public situé dans l'île de Kungsholmen à Stockholm en Suède. 

## Description
Le parc Yngve Larsson est situé en face de l'hôtel de ville de Stockholm, entre le lac Klara sjö et l'hôpital Serafimer. 
Le parc est longé par la rue Hantverkargatan et la piste piétonne et cyclable Serafimerstranden, qui est prolongée par la Kungsholms strand.
Le parc porte le nom du conseiller municipal Yngve Larsson, l'un des hommes politiques les plus éminents de Stockholm du XXème siècle.
Dans le parc se trouve la sculpture Fågel blå de Tyra Lundgren.

## Histoire
La zone du parc était encore sous l'eau au début du XIXème siècle. 
Au tournant du siècle, la zone a commencé à émerger et à partir de 1930, un parc avec des sentiers pédestres a été créé,.
Dans les années 1960, un pont routier temporaire traversait le parc dans le cadre de la reconstruction de Tegelbacken.
Une quinzaine d'ormes touchés par la maladie de l'orme ont été abattus en 2020.
Par la suite, en 2024, la ville de Stockholm a lancé un projet visant à rénover le parc d'Yngve Larsson ainsi que les pistes piétonnes et cyclables le long du Kungsholms stand.
La rénovation comprend la plantation de plantes vivaces, d'arbustes et d'une dizaine de nouveaux arbres, ainsi que de nouveaux escaliers, des bancs et des murs de soutènement en granit.

## Galerie

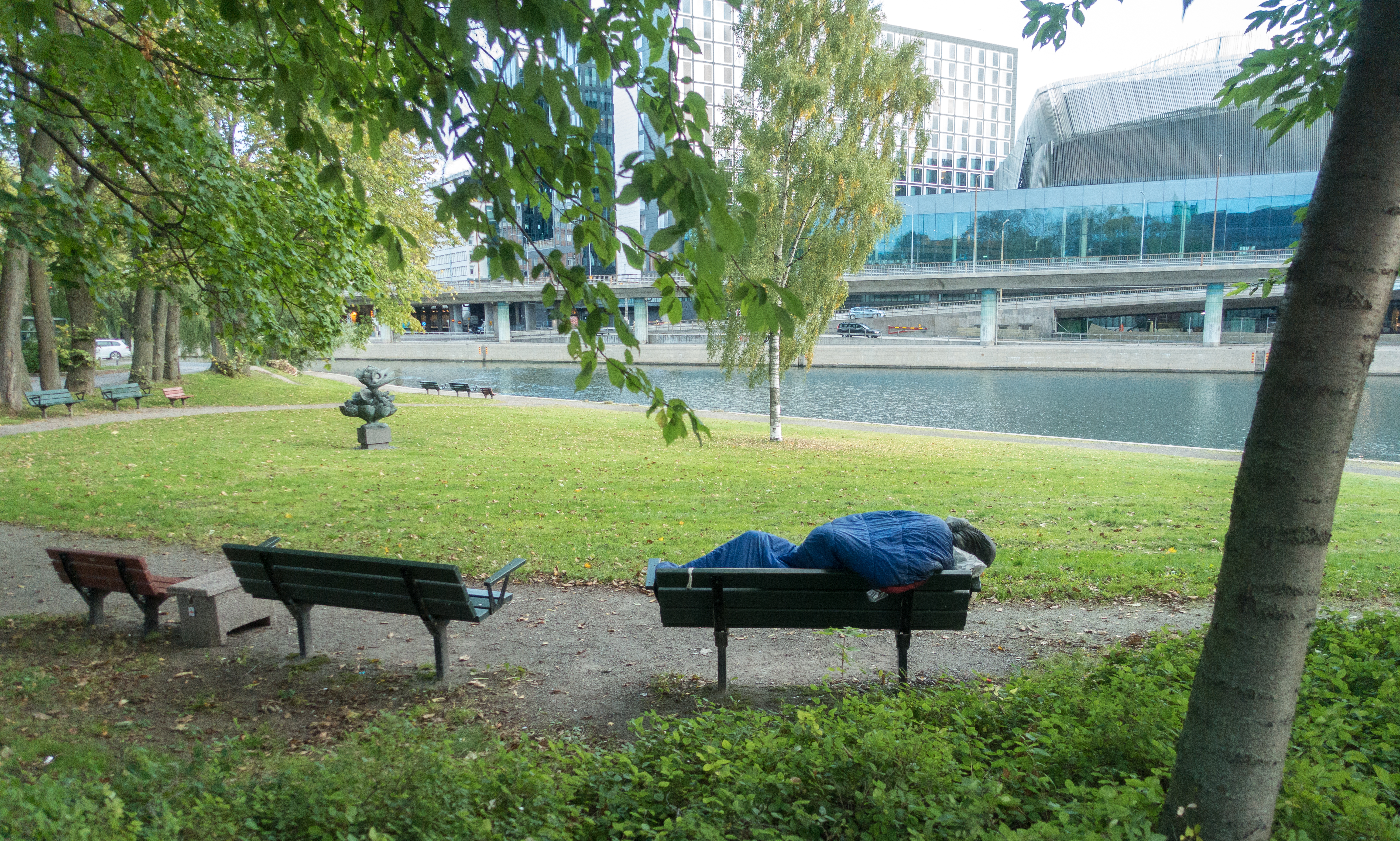
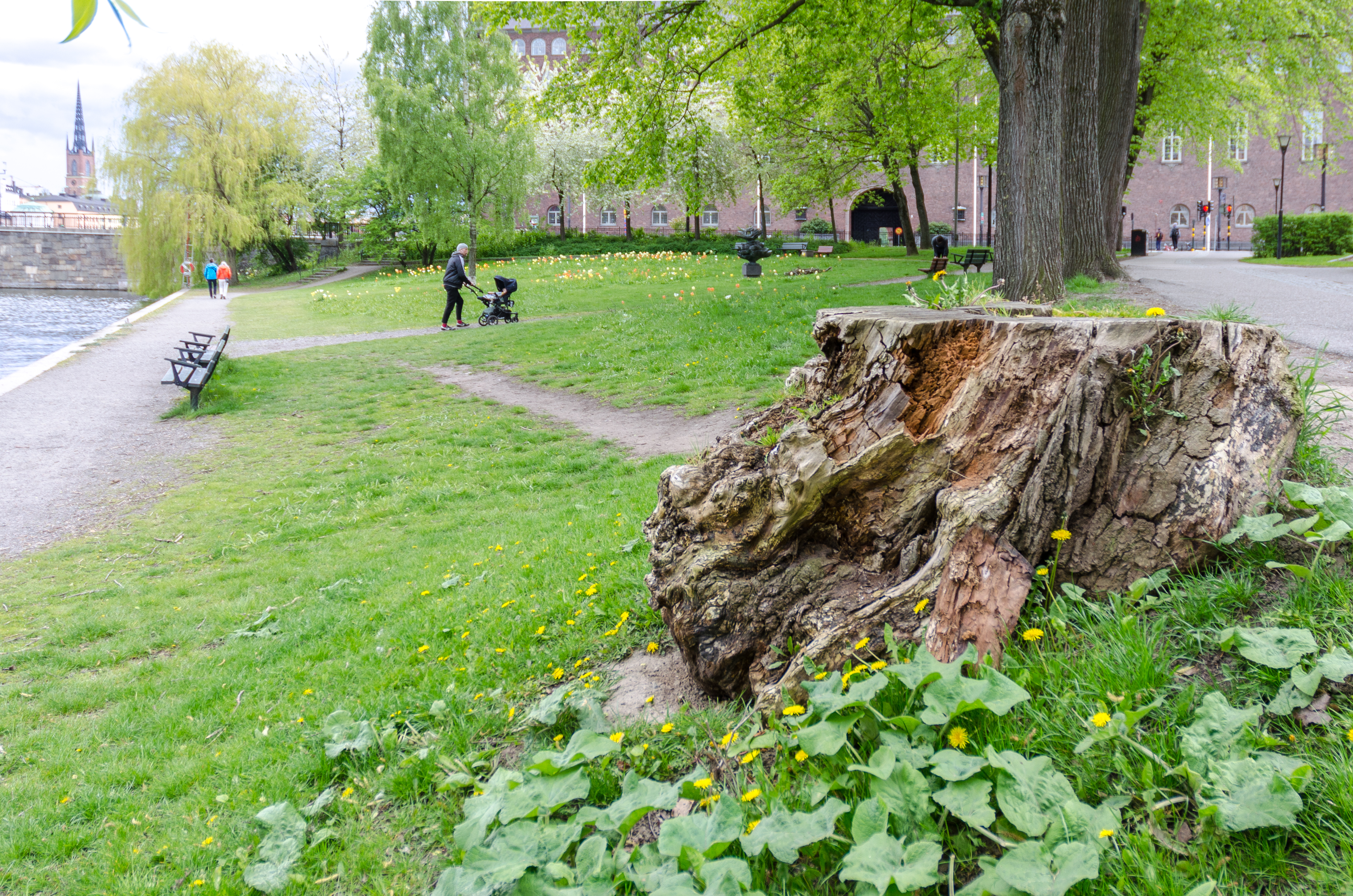
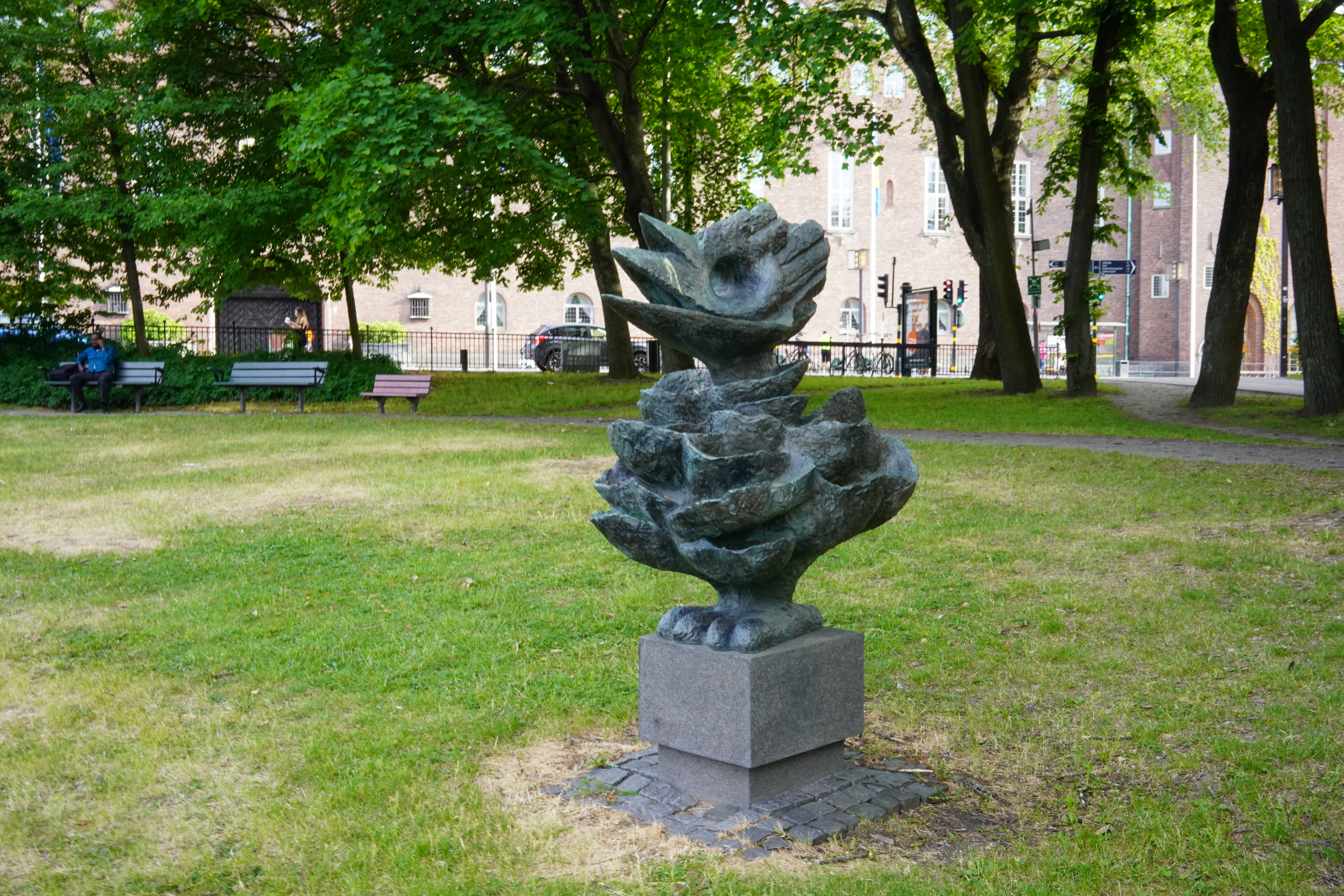
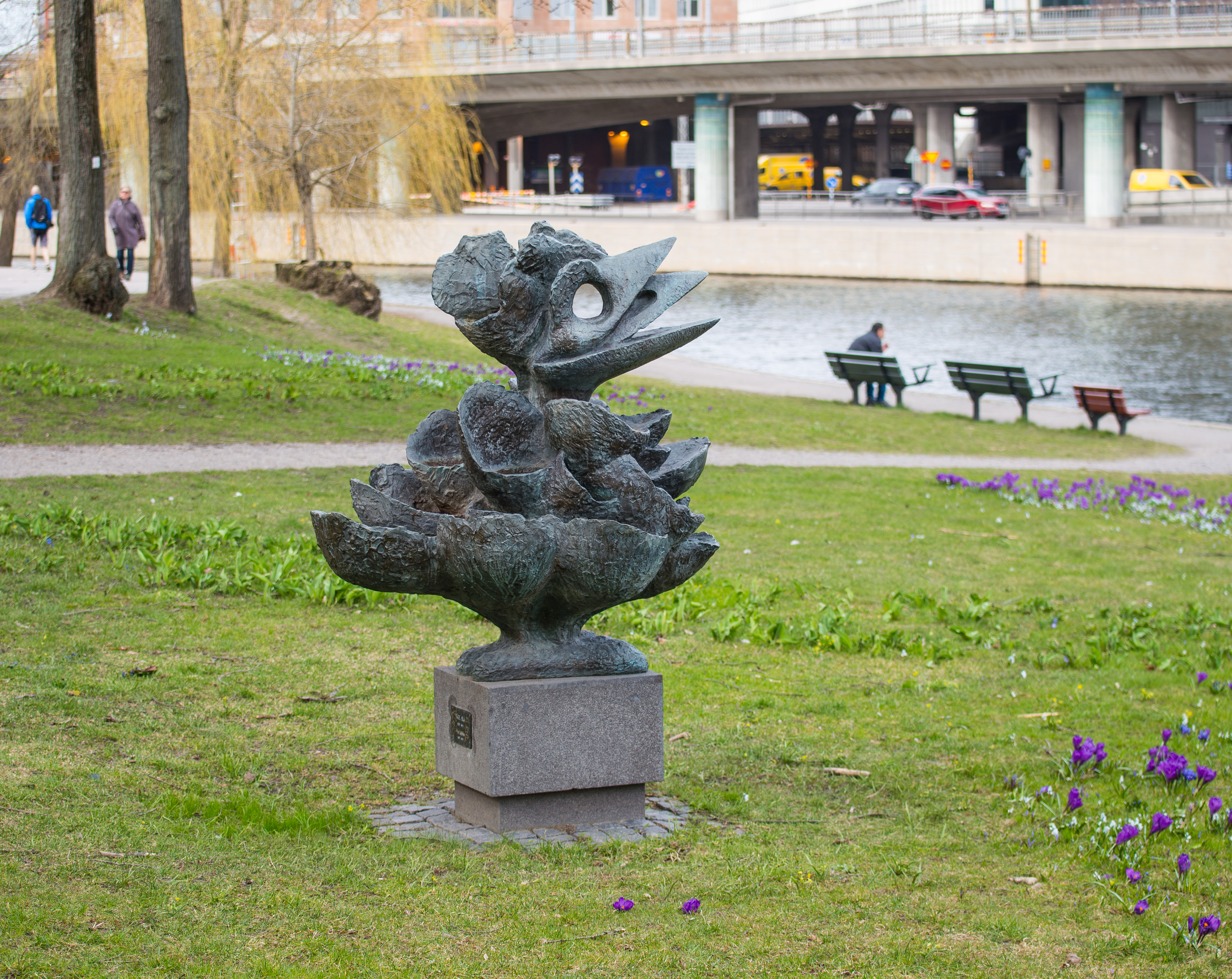